# フェリペ・ロケ
- フェリペ・ロケ
- フェリペ・ロッキ
- フェリペ・ホアキ

フェリペ・モレイラ・ロケ（Felipe Moreira Roque、1997年5月19日 - ）は、ブラジルの男子バレーボール選手である。ブラジル代表。

## 来歴
2019年にブラジル代表に選出され、南米選手権とワールドカップで金メダルを獲得した。
2020-21シーズンにはスーパーカップ (pt) とスーパーリーガの2冠を経験している。
2024年5月、JTサンダーズ広島（9月より広島サンダーズ）入団が発表された。

## 球歴
- ブラジル代表
  - 世界選手権 - 2022年
  - ワールドカップ - 2019年

## 受賞歴
- 2019年 - ミナスジェライス州選手権 (pt)  ベストオポジット、ベストサーバー

## 所属チーム
- UFJF/Bom Pastor（2012-2014年）
- Juiz de Fora Vôlei（2014-2016年）
- Minas Tênis Clube U21（2016-2017年）
- Fiat/Minas（2017-2020年）
- Vôlei Funvic Natal（2020-2022年）
- Vôlei Renata（2022-2023年）
- Farma Conde Vôlei São José（2023-2024年）
- 広島サンダーズ（2024年-）